# Kalliopekolibri
Kalliopekolibri (Selasphorus calliope) är Nordamerikas minsta fågel, tillika världens minsta flyttfågel. Den häckar i bergstrakter i västra Kanada och USA. Vintertid flyttar den till Mexiko. 

## Utseende och läten
Kalliopekolibrin är med en kroppslängd på endast åtta centimeter Nordamerikas minsta fågel, med en relativt tunn och kort näbb samt kort stjärt. Båda könen är grönaktiga ovan.Hanen utmärker sig genom magentafärgade strimmor på strupen och vitt streck över kinden. På undersidan syns en grönaktig väst på ljus botten. Honan saknar den färggranna strupen och undersidan har en persikofärgad anstrykning. Den liknar honor av kalifornienkolibri (Selasphorus sasin), rostkolibri (S. rufus) och bredstjärtad kolibri (S. platycercus), men är mindre och mer kortstjärtad så att vingarna når stjärtspetsen.

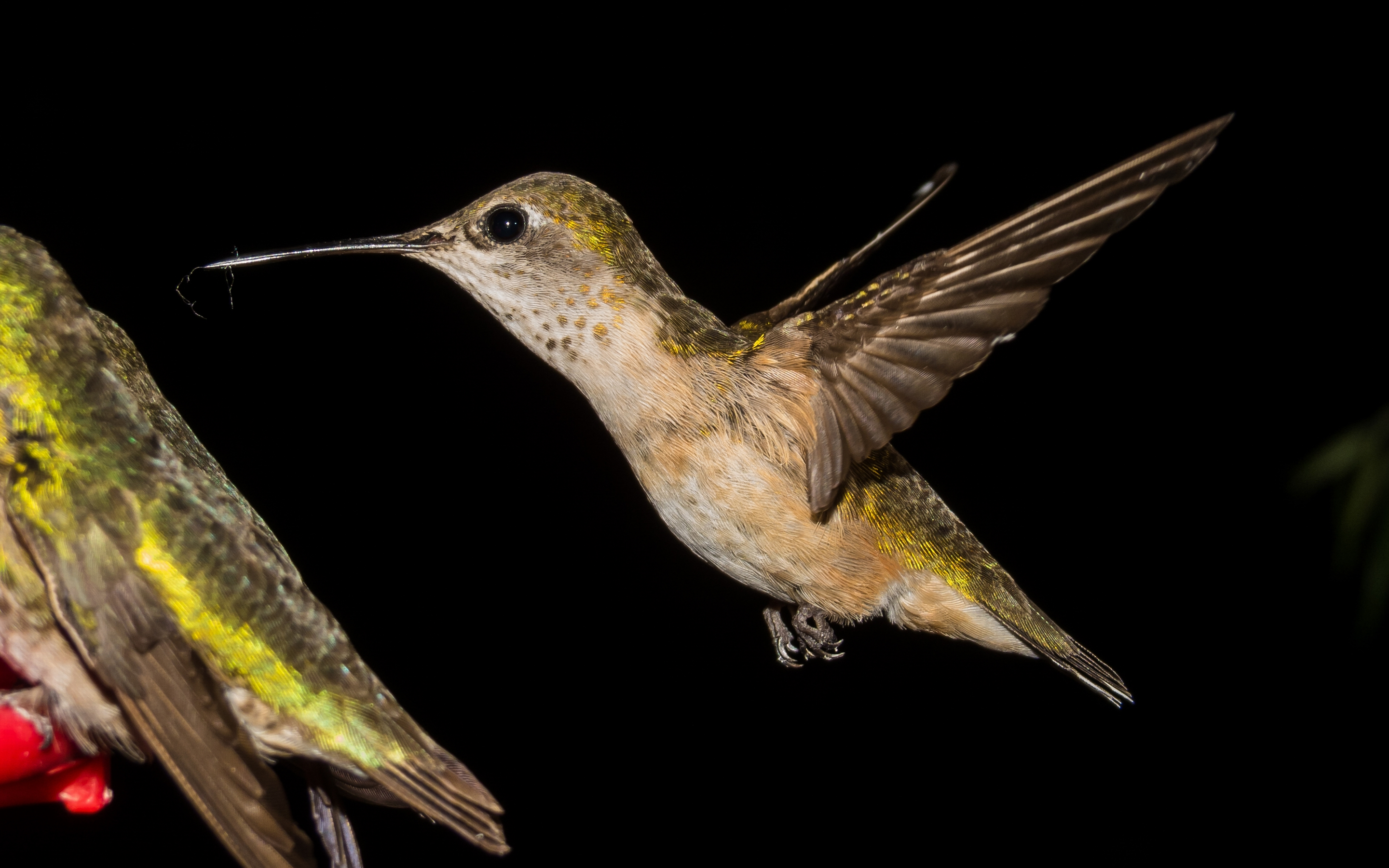
Hona kalliopekolibri som besöker blomma.

Kalliopekolibrin är relativt tystlåten. Lätet är ett mycket ljust och harmoniskt tjippande, medan den likaledes mycket ljusa sången består av en tunn och fallande vissling.

## Utbredning och systematik
Kalliopekolibrin är världens minsta långflygande flyttfågel. Den häckar i bergstrakter i västra Nordamerika, från British Columbia i västra Kanada till sydvästra USA och norra Baja California. Vintertid flyttar den till södra Mexiko. Flyttningen går söderut inåt landet utmed Klippiga Bergen och norrut utmed Stillahavskusten.

### Släktestillhörighet
Tidigare placerades den som ensam art i släktet Stellula, men förs nu till Selasphorus efter genetiska studier.

## Levnadssätt
Under häckningstid hittas kalliopekolibrin vid alpängar, i aspdungar nära vattendrag och öppna skogar som är på återväxt efter en skogsbrand eller avvkerning. Vintern i Mexiko tillbringar den i tall- och ekskogar och snåriga skogskanter. Hanar tillbringar mer än hälften av sin tid sittande exponerat på en gren med överblick över reviret. Kalliopekolibrin försvarar reviret aggressivt mot inkräktare, till och med så stora fåglar som rödstjärtad vråk (Buteo jamaicensis).

### Föda
Liksom alla kolibrier lever kalliopekolibrin av nektar, men kan också fånga små flygande insekter i utfall från en sittplats. Den har också setts födosöka där savspettar hackat för att komma åt saven och insekter som fastnat i den.

### Häckning
Hanen utför en u-formad spelflykt för honan, först störtdykning mot marken från upp till 30 meters höjd och sedan upp igen. Den kan också ses spela framför honan då den visar upp sin färgade strupe och vibrerar vingarna för att skapa ett humlelikt elektriskt ljud.
Honan bygger ett mycket litet skålformat bo, det minsta i fågelvärlden med en diameter på endast två centimeter. Boet placeras i ett barrträd på mellan två och 33 meter över mark så att det skyddas från regn och kyla av en överhängande gren. Ofta placeras boet där en kotte tidigare vuxit, vilket gör att boet i sig ser ut som en kotte. Honan kan återanvända samma bo år efter år eller bygga ett nytt bo ovanpå på ett gammalt. Däri lägger hon en till två kullar med mycket små vita ägg som hon ensam ruvar i 15–16 dagar. Ungarna är flygga 18–21 dagar efter kläckning.

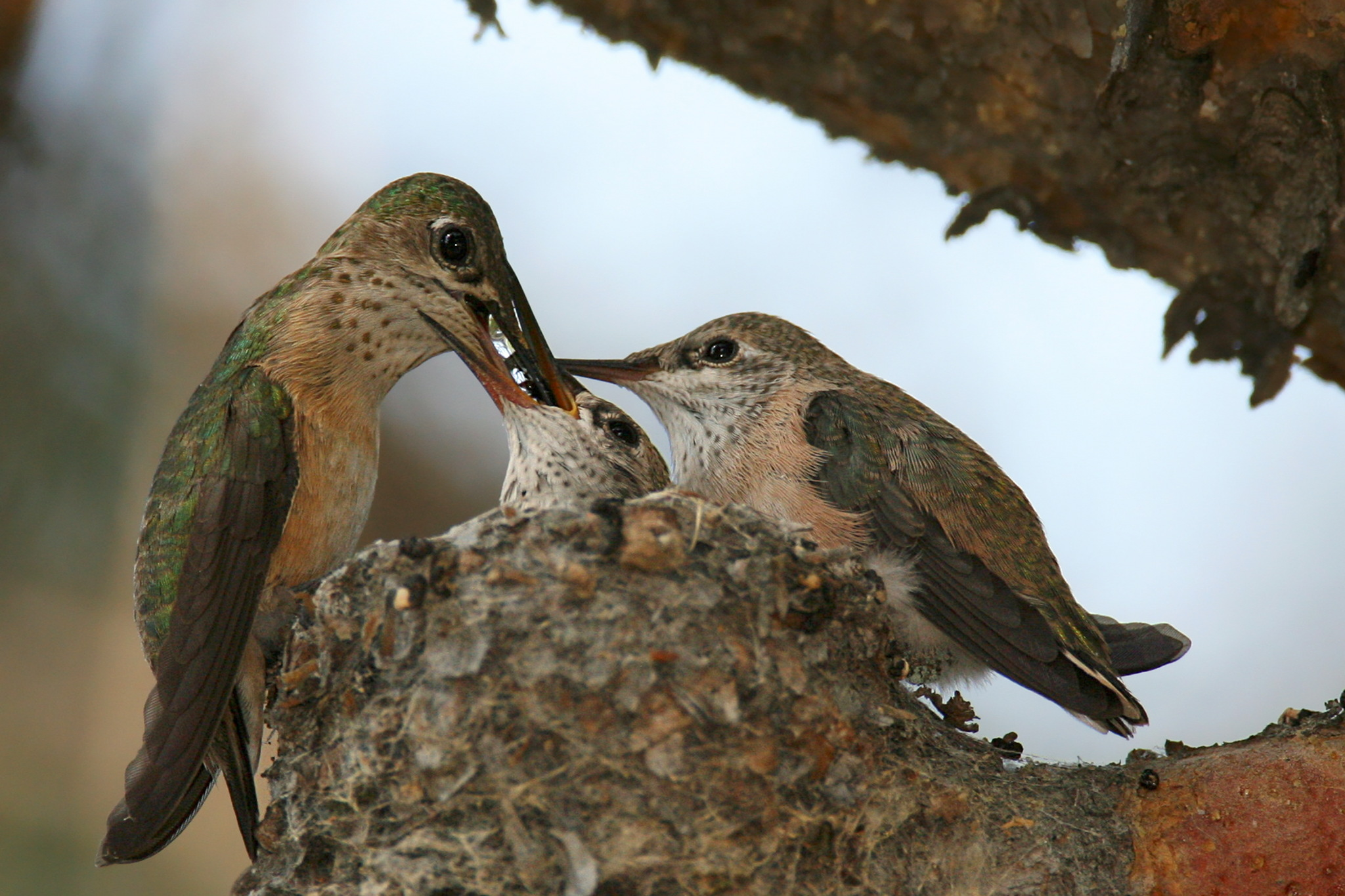
Kalliopekolibrihona vid boet med ungar.

## Status och hot
Kalliopekolibrin är en relativt vanlig fågel med stort utbredningsområde och en stor och stabil population. Internationella naturvårdsunionen IUCN kategoriserar arten som livskraftig. Beståndet uppskattas till 4,5 miljoner häckande individer, varav tre fjärdedelar häckar i USA och en fjärdedel i Kanada. Sentida vinterfynd i sydöstra USA kan tyda på att arten vidgar sitt utbredningsområde, möjligen kopplat till klimatförändringar.

## Namn
Kalliopekolibrins svenska och vetenskapliga artnamn syftar på Kalliope, i grekisk mytologi elegiens eller kärleksdiktens och den episka poesins musa. Hon är den främsta av muserna och var den som medlade i konflikten om Adonis mellan Afrodite och Persefone.